# 達定妃
达定妃（?—1390年），明朝初期妃嫔，明太祖朱元璋妃。

## 子女
龍鳳十年（1364年12月23日）生第七皇子齐恭王朱榑。
洪武二年（1369年10月6日）生第八皇子潭王朱梓。

## 野史
明代王鏊说法，以及《名山藏》、《罪惟录》等文献记载，达定妃又称阇氏、阇妃，是汉皇帝陈友谅的妻子或侍妾。1363年朱元璋灭陈友谅後，納她为妾。她所生的潭王朱梓实际是陈友谅遗腹子，达定妃告诉儿子真相，故潭王朱梓不胜忿怒。朱梓由於其妻舅于琥受胡藍之獄被害，在洪武二十三年（1390年），畏罪自焚而死，达定妃被牵连，亦被处死。此类说法中，其子朱梓出生年份在陈友谅死亡之后的六年。《萬曆野獲編》称朱元璋深恨陈友谅，“曾纳其妾，旋即遣去，深以为悔。野史讹传，曾生潭王梓”。近代研究者李晉華认为，“阇”、“达”二字“为双声，易混为一”，两者可能是同一人。但朱梓为陈友谅遗腹子一说确实是失真传闻:66—67。

## 影视形象
- 2006年《传奇皇帝朱元璋》卡迪琳娜 饰 达兰